# Crims de l'hort del francès
Els crims de l'hort del francès van ser una sèrie de 6 assassinats que es van perpetrar a la localitat de Peñaflor, província de Sevilla (Espanya), entre els anys 1898 i 1904. Els crims van ser comesos per Andrés Aldije Monmejá, conegut com El Francès per ser natural d'Agen i José Muñoz Lopera. Tots dos còmplices havien muntat una casa de joc il·legal i robaven i assassinaven a alguns que els que acudien a aquesta. Després de ser condemnats a pena de mort, van ser executats mitjançant garrot vil el 31 d'octubre de 1906 en la Presó del Pópulo de Sevilla. Basant-se en aquests fets, el director de cinema Paul Naschy va realitzar l'any 1977 la pel·lícula titulada El huerto del francés.